# Správní obvod obce s rozšířenou působností Jihlava
Správní obvod obce s rozšířenou působností Jihlava je od 1. ledna 2003 jedním ze dvou správních obvodů rozšířené působnosti obcí v okrese Jihlava v Kraji Vysočina. Čítá 78 obcí.
Města Jihlava, Polná a Třešť jsou obcemi s pověřeným obecním úřadem.

## Seznam obcí
Poznámka: Města jsou vyznačena tučně, městyse kurzívou.
- Arnolec
- Batelov
- Bílý Kámen
- Bítovčice
- Boršov
- Brtnice
- Brtnička
- Brzkov
- Cejle
- Cerekvička-Rosice
- Čížov
- Dlouhá Brtnice
- Dobronín
- Dobroutov
- Dolní Cerekev
- Dudín
- Dušejov
- Dvorce
- Hladov
- Hodice
- Hojkov
- Horní Dubenky
- Hrutov
- Hubenov
- Hybrálec
- Jamné
- Jersín
- Jezdovice
- Ježená
- Jihlava
- Jihlávka
- Kalhov
- Kaliště
- Kamenice
- Kamenná
- Kněžice
- Kostelec
- Kozlov
- Luka nad Jihlavou
- Malý Beranov
- Měšín
- Milíčov
- Mirošov
- Nadějov
- Opatov
- Otín
- Panenská Rozsíčka
- Pavlov
- Plandry
- Polná
- Puklice
- Rančířov
- Rantířov
- Rohozná
- Růžená
- Rybné
- Smrčná
- Stáj
- Stonařov
- Střítež
- Suchá
- Šimanov
- Švábov
- Třešť
- Třeštice
- Ústí
- Velký Beranov
- Větrný Jeníkov
- Věžnice
- Věžnička
- Vílanec
- Vyskytná nad Jihlavou
- Vysoké Studnice
- Záborná
- Zbilidy
- Zbinohy
- Zhoř
- Ždírec

## Obyvatelstvo
| Rok  | Obyv.  | ± %    |
| ---- | ------ | ------ |
| 1869 | 82 278 | —      |
| 1880 | 86 787 | +5,5 % |
| 1890 | 89 493 | +3,1 % |
| 1900 | 90 585 | +1,2 % |
| 1910 | 93 614 | +3,3 % |

| Rok  | Obyv.  | ± %     |
| ---- | ------ | ------- |
| 1921 | 92 485 | −1,2 %  |
| 1930 | 95 332 | +3,1 %  |
| 1950 | 78 332 | −17,8 % |
| 1961 | 85 760 | +9,5 %  |
| 1970 | 88 039 | +2,7 %  |

| Rok  | Obyv.  | ± %    |
| ---- | ------ | ------ |
| 1980 | 94 431 | +7,3 % |
| 1991 | 96 021 | +1,7 % |
| 2001 | 96 042 | +0 %   |
| 2011 | 97 486 | +1,5 % |
| 2021 | 98 782 | +1,3 % |